# Каас, Людвиг
Людвиг Каас (нем. Ludwig Kaas; 23 мая 1881, Трир — 15 апреля 1952, Рим) — немецкий римско-католическим священник, политический и религиозный деятель, председатель политической Партии католического Центра (1928—1933) во время Веймарской республики. Сыграл важную роль в заключении конкордата между Святым Престолом и Германским Рейхом.
В 1926—1928 годах был делегатом Лиги Наций, в 1919—1920 годах — депутат Веймарского учредительного собрания, в 1920—1933 годах — депутат рейхстага.
В 1933 году Гитлер провёл переговоры с лидером Партии центра Людвигом Каасом и уговорил его поддержать Закон о чрезвычайных полномочиях (1933) в обмен на полученные от канцлера устные гарантии свободы церкви.
В том же году покинул Германию, отправившись в Рим, где служил апостольским протонотарием (1934), каноником собора святого Петра в Ватикане (1935) и заведующим ремесленными мастерскими базилики (1936). В 1937 году сотрудничал в создании энциклики Папы римского Пия XI Mit brennender Sorge, касающейся положения Церкви в Третьем рейхе, осуждающей национал-социализм и политику Германии после прихода Гитлера к власти.
Руководил поисками гробницы Святого Петра, которые увенчались успехом в 1950 году.